# Ombrophila helotioides
Ombrophila helotioides är en svampart som beskrevs av Rehm 1899. Ombrophila helotioides ingår i släktet Ombrophila och familjen Helotiaceae.   Inga underarter finns listade i Catalogue of Life.